# Redding (Connecticut)
Redding ist eine Stadt im Fairfield County im US-amerikanischen Bundesstaat Connecticut. Das U.S. Census Bureau hat bei der Volkszählung 2020 eine Einwohnerzahl von 8.765 ermittelt. Die geografischen Koordinaten sind: 41,18° Nord, 73,23° West. Das Stadtgebiet hat eine Größe von 83,1 km².
Redding ist Namensgeberin für das erstmals im nahegelegenen Steinbruch Branchville und 1878 erstbeschriebene Mineral Reddingit.

## Geografie
Redding besteht aus vier Hauptbezirken: Redding Center, Redding Ridge, West Redding (inklusive Lonetown, Sanfordtown und Topstone) und Georgetown.
Die Stadt wird von vier Flüssen durchflossen, die in den Long Island Sound münden: der Aspetuck River, der Little River, der Norwalk River und der Saugatuck River. Der Saugatuck River durchfließt den Saugatuck Stausee.

## Sehenswürdigkeiten
- Collis P. Huntington State Park: Naturpark mit Möglichkeiten zu wandern, Rad zu fahren und zu reiten.
- Mark Twain Library: Bibliothek dem berühmtesten Bürger Reddings, Mark Twain, gewidmet, der zwischen 1908 und 1910 dort lebte.
- Devil's Den Preserve: Naturreservat mit Wanderwegen und Blick auf den Saugatuck Stausee.
- Highstead, ein Arboretum, das Pflanzen in natürlicher Umgebung zeigt.
- Lonetown Farm Museum: Sitz der Redding Historical Society.
- Putnam Memorial State Park: ehemaliges Winterlager der Truppen von Israel Putnam General im Amerikanischen Unabhängigkeitskrieg.

### Im National Register of Historic Places
Im National Register of Historic Places verzeichnet sind:
- Aaron Barlow House
- Daniel and Esther Bartlett House
- Georgetown Historic District
- Putnam Memorial State Park
- Redding Center Historic District
- Umpawaug District School

## Bewertungen
Redding wurde vom Connecticut Magazine 2012 als zweitbeste Kleinstadt gekürt. Von der Zeitschrift CNNMoney wurde Redding USA-weit als viertbeste Stadt eingestuft, um da zu leben.

## Söhne und Töchter der Stadt
- Frank Frost Abbott (1860–1924), Philologe
- Joel Barlow (1754–1812), Autor und Politiker
- Stephen Barlow (1779–1845), Politiker
- William Augustus Croffut (1836–1915), Journalist und Autor
- Dudley S. Gregory (1800–1874), Politiker
- Ebenezer J. Hill (1845–1917), Politiker
- Morton DaCosta (1914–1989), Regisseur, Schauspieler – lebte und starb in Redding
- Igor Kipnis (1930–2002), Cembalist, Pianist – lebte in Redding
- Hope Lange (1931–2003), Schauspielerin
- Enoch Light (1905–1978), Violinist, Bandleader – lebte und starb in Redding